# V774104
V774104，正式名稱2015 TH367，是距離太陽約103天文單位（154億公里）的海王星外天體，直徑大約是冥王星的一半。該天體發現於2015年11月，是當時發現距離最遠的海王星外天體。

## 發現

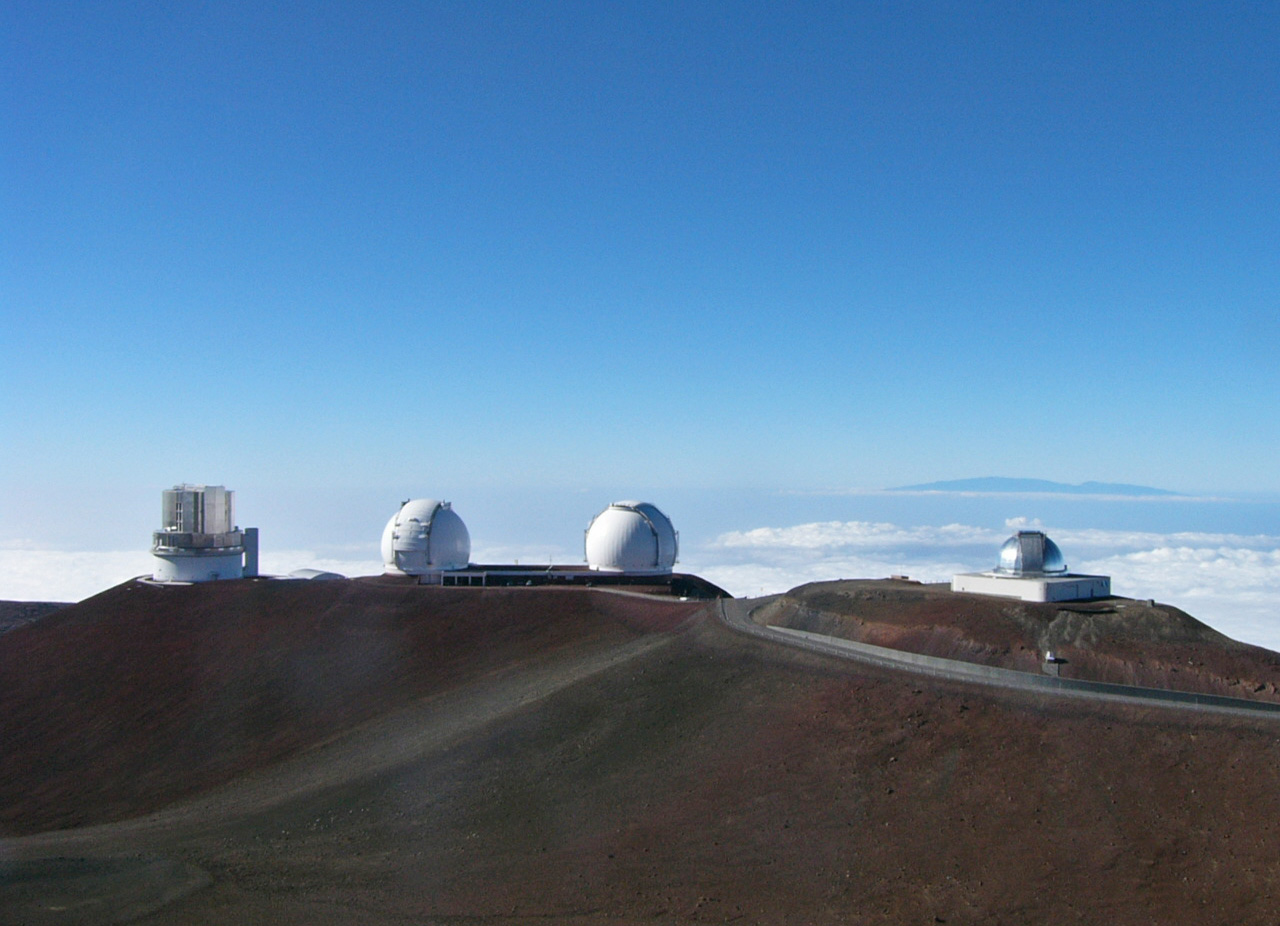
發現V774104的昴星團望遠鏡位於照片左方遠處，旁邊是凱克天文台的兩座望遠鏡與美國國家航空暨太空總署紅外望遠鏡設施。

V774104是由一組天文學家以位於毛納基山天文台上主鏡直徑8公尺的昴星團望遠鏡發現。2015年11月在美國天文學會行星科學部的研討會上公開宣布發現該天體。該團隊的領導天文學家是斯科特·谢泼德和乍德·特魯希略。

## 軌道
因為V774104的天文測量相關資料尚未公開，因此該天體目前並沒有小行星序號，更無法知道它的軌道根數的不確定性。因為它是海王星外天體，並且它的觀測弧自宣布發現至今只有數個星期，它的近日點和遠日點至今仍無法確定。
V774104也许是另一个类塞德娜天体，而到目前为止，像这样位于太阳系外围的神秘天体，仅有两颗。类塞德娜天体往往具有一个离心率非常高的轨道，看上去很明显是受到了“某些东西”的干扰，但是又不太可能由任何已知的天体所造成的（它们的轨道使得它们不会受到天王星的引力影响)。如果V774104是另一个类塞德娜天体的话，那在当它的轨道预测欲被通过所需的观测跨度接近一年时，它将必须拥有大于50 AU的近日点以及一个大于150 AU的半长轴。目前已知的仅有三个天体具有大于50 AU的近日点：90377 Sedna, 2012 VP113, and 2004 XR190。然而，2004 XR190 仅有一个较小的轨道离心率和一个51 AU的近日点。塞德娜和2012 VP113 都有远超经典柯伊伯带天体的30-50 AU的近日点。如果V774104是一颗类塞天体或超远海王星外天体, 它也有可能指出一颗距日几百个天文单位的假设的海王星外行星的存在。然而，更可能的是，它被提高的近日点是太阳所在的疏散星团作用的结果。 也许在更多的类塞天体被发现和更加深入的分析其轨道后，我们可以终将确定它们轨道扰动的全过程。

## 最遥远的太阳系天体？
有很多新闻将它报道为“最遥远的太阳系天体”。在它被发现时，光是旅行者号、先驱者10号航天器，以及为数众多的长周期彗星及双曲线轨道彗星都更加遥远。（值得注意的是这些探测器的速度要大于太阳的逃逸速度而最终会脱离太阳的引力束缚；参见離開太陽系的人造物體列表。） 但是上述天体都远小于V774104。
| 太陽系天體                                           | 太陽系天體   | V774104 | Eris | 2007OR10 | Sedna | 2014 FC69 | 2006 QH181 | 2012 VP113 | 2013 FY27 | 2010 GB174 | 2000 CR105 |
| ---------------------------------------------------- | ------------ | ------- | ---- | -------- | ----- | --------- | ---------- | ---------- | --------- | ---------- | ---------- |
| 與太陽的距離 （AU）                                  | 目前距離     | ~103    | 96.3 | 87.4     | 85.8  | 84.1      | 83.3       | 83.3       | 80.2      | 70.6       | 60.4       |
| 與太陽的距離 （AU）                                  | 近日點       | ?       | 37.9 | 33.0     | 76.1  | 40.2      | 38.3       | 80.5       | 35.5      | 48.5       | 44.2       |
| 與太陽的距離 （AU）                                  | 遠日點       | ?       | 97.7 | 100.7    | ~936  | 106.9     | 96.7       | ~446       | 83.7      | ~673       | ~416       |
| 星等（vmag）                                         | 星等（vmag） | 24?     | 18.7 | 21.4     | 21.0  | 23.8      | 23.5       | 23.4       | 22.2      | 25.2       | 24.1       |
| 表列天體目前與太陽的距離都在海王星軌道半長軸兩倍以上 |              |         |      |          |       |           |            |            |           |            |            |

随着时间的推移，距日距离终将超过103 AU的天体包括：塞德娜、2000 CR105、2012 DR30、2013 BL76、和2005 VX3。 而目前，有589个已知的天体具有超过103 AU的远日点。
有一个计划中的航天器计划旨在直接探测10,000 AU以内的奥尔特云内天体，以及确定柯伊伯带的上界，比如惠普尔探测器。问题是，这些天体实在太小，以至于除了在掩星的时候，很难用现有的望远镜来探测。